# Salacia macrocremastra
Salacia macrocremastra är en benvedsväxtart som beskrevs av Lombardi. Salacia macrocremastra ingår i släktet Salacia och familjen Celastraceae. Inga underarter finns listade.